# Mauronto di Douai
San Mauronto di Douai, o, in francese, Maurant o Maurand o Mauront (latino Maurontus) o Morand (Contea di Ponthieu, 634 – Monastero di Maurontville, 5 maggio 702), fu un monaco ed abate franco del VII secolo. È venerato come santo dalla Chiesa cattolica.

## Biografia
Era il quarto figlio, ed unico maschio, di Santa Rictrude e di Sant'Adalbado, signore d'Ostrevent, cancelliere di Teodorico II.
Fu battezzato da San Ricario. A soli 15 anni di età rimase orfano di padre, ucciso durante una spedizione in Guascogna, in circostanze misteriose, e si recò alla corte di Clodoveo II.
Influenzato dal pensiero di sant'Amando, rinunciò al fidanzamento con una certa Ermengarda, divenne diacono, si fece monaco e nel 674 fondò un monastero a Breuil (o Brüel), presso l'attuale Merville.
Nel 680 accolse sant'Amato, cacciato dalla diocesi di Sion, della quale era vescovo, da Teodorico III, sotto l'influsso del suo maestro di palazzo, Ebroino. Di fronte ai meriti dell'anziano vescovo, decise, pare dietro consiglio dello stesso re Teodorico, di affidargli la direzione del monastero di Maurontville (presso Merville) del quale era abate. Alla morte dell'amico riprese la guida del monastero, assumendo anche la responsabilità del monastero femminile di Marchiennes, rimasto privo di guida dopo la morte della badessa Santa Rictrude, madre di Mauronto.

## Culto
Nel 900 le sue reliquie furono trasferite nella chiesa di San Giacomo a Douai.
Nella stessa chiesa si può ammirare una scultura in pietra, dipinta e dorata, che lo rappresenta seduto, i piedi su un basamento, incoronato e con nella mano destra uno scettro e in quella sinistra un modellino della Collégiale Saint-Amé. È co-patrono della città di Douai.
La Memoria liturgica di San Mauronto cade il 5 maggio.
(Martirologio Romano)